# Austrogomphus mjoebergi
Austrogomphus mjoebergi är en trollsländeart som beskrevs av Sjöstedt 1917. Austrogomphus mjoebergi ingår i släktet Austrogomphus och familjen flodtrollsländor. Inga underarter finns listade i Catalogue of Life.